# Adrian Peterson
Adrian Lewis Peterson (becenevén "A. D." ("All Day"), "A. P." és "Purple Jesus" (Lila Jézus) (Palestine, Texas, 1985. március 21. –) a Minnesota Vikings amerikaifutball-csapat running backje az NFL-ben. Petersont a Vikings draftolta 2007-ben, az első kör 7. helyén.

## Fordítás
- Ez a szócikk részben vagy egészben  az   Adrian Peterson című angol Wikipédia-szócikk fordításán alapul.  Az eredeti cikk szerkesztőit annak laptörténete sorolja fel. Ez a jelzés csupán a megfogalmazás eredetét és a szerzői jogokat jelzi, nem szolgál a cikkben szereplő információk forrásmegjelöléseként.